# Bartholomeus Barbiers (1743-1808)
Bartholomeus Barbiers, in de literatuur ook vermeld als Bartholomeus I Barbiers Pzn,  (gedoopt Amsterdam, 11 januari 1743 – aldaar, 1808) was een Nederlandse schilder. 

## Leven en werk
Barbiers, lid van de schildersfamilie Barbiers, werd gedoopt in de rooms-katholieke kerk De Lely in Amsterdam als zoon van kunstschilder Pieter Barbiers (1717-1780) en Pieternella de Maagd (1716-1779). Hij trouwde met Johanna Hendrica Kieman en na haar overlijden met Anna Geertruida Boom. 
Barbiers was een leerling en later medewerker van zijn vader. Hij hield zich bezig met het schilderen van toneeldecors en landschappen. Hij gaf les aan zoon Pieter Barbiers (1771-1837), geboren uit zijn eerste huwelijk. 